# DEEP BLUE (9mm Parabellum Bulletのアルバム)
『DEEP BLUE』（ディープ・ブルー）は、日本のバンド・9mm Parabellum Bulletが2019年9月9日に日本コロムビアから発売した8枚目のオリジナル・アルバムである。

## 概要
前作『BABEL』以来、2年4か月ぶりとなるフル・アルバム。タイトルは、「一生青春とは、ずっとはしゃいでいることではなく、青を塗り重ねて、深い青色になっていくこと」（"SEISYUN"..."YOUTH FOR LIFE"IT DOESN'T MEAN THAT SOMEONE IN HIGH SPIRITS,BUT IT'S LIKE SOMETHING IS PAINTED OVER AND OVER IN BLUE THEN IT BECOMES "DEEP BLUE"..）（何れもアルバム付属解説より）からきている。

## リリース形態
本作を発売した2019年はバンド結成15周年ということもあり、通常盤CD、DVD付初回限定盤CD（2018年9月9日にLINE LIVEで行われた『9mmの日』スペシャルライブを全編収録）の他にアナログ盤、15th Anniversary Boxが発売された（外部リンク参照）。それまでの曲に見られるダークでハードな一面は残しつつも、ポップ・ミュージックとしての一面も覗かせる作品である。

## 収録曲
全曲　作詞：菅原卓郎　作曲：滝善充
1. Beautiful Dreamer（2:57）[2]
2. 名もなきヒーロー（4:02）[2]
シングル「名もなきヒーロー」表題曲。
3. カルマの花環（3：41）[2]
2018年『カオスの百年ツアー2018』会場限定配布CD『21g/カルマの花環』表題曲。
4. Getting Better（2:39）[2]
5. 夏が続くから（3：47）[2]
6. 21g（3：39）[2]
上記の「カルマの花環」同様、『カオスの百年ツアー2018』の会場限定配布CD表題曲。構想自体はデビュー当初からあったが、なかなか完成しなかったと菅原がライブで話している。
7. Mantra（1：07）[2]
8. Ice Cream（4:52）[2]
9. DEEP BLUE（2:55）[2]
本アルバムの表題曲。
10. 君は桜（3:27）[2]
11. いつまでも（4：44）[2]
12. Carry On（Album ver.）（2:37）[2]
配信限定シングルのアルバムバージョン。